# آمین خواهیم گفت
آمین خواهیم گفت فیلمی به کارگردانی و نویسندگی سامان سالور ساختهٔ سال ۱۳۸۹ است.
این فیلم در تاریخ ۲۳ بهمن ۱۳۹۴ در سینماهای ایران اکران شده‌است.
از نکته جالب این فیلم می توان به بازی آزاده زارعی در نقش یک پسر اشاره کرد.

## بازیگران
- علیرضا مهران
- آزاده زارعی
- محمود نظرعلیان
- میسا مولوی
- ساناز اسدی
- حمید حبیبی‌فر
- محمد فصیحی
- فرزاد حسنی

## خلاصه‌‌‌‌‌فیلم
پس از خرابی و تعمیر نشدن پل ایستگاه هفت،حسن که مسئول وسیله ابتدایی است که می تواند مسافران و کالاها را از روی رودخانه عبور دهدو گرگر نام دارد،قدرت پیدا می کند. انتقال افراد مختلفی که قصد عبور از رودخانه را دارند در زندگی معمولی و تکراری حسن باعث بروز مسائلی می شود.